# Рид, Кира
Кира Рид (англ. Kira Reed, также известна как Кира Рид Лорш (с конца 2008 года, после второго брака; англ. Kira Reed Lorsch); род. 13 октября 1971, Санта-Клара, Калифорния) — американская актриса кино и телевидения, телеведущая, продюсер и сценаристка, в единичных случаях также известна как писательница, режиссёр и каскадёр.

## Биография
Кира Кэтрин Рид родилась 13 октября 1971 года в городе Санта-Клара (штат Калифорния, США). С раннего детства проявила склонность к актёрскому искусству, к 10 годам уже снималась в местной рекламе. Позднее переехала с родителями в город Луисвилл (штат Кентукки), где окончила Молодёжную школу исполнительских искусств. Затем вернулась в Калифорнию, где окончила Школу театра, кино и телевидения Калифорнийского университета в Лос-Анджелесе.
С 1990 года начала сниматься в телесериалах и телефильмах (до 1996 года без указания в титрах), в 1996 году впервые появилась на широком экране. С 1999 года стала выступать в качестве продюсера, с 2004 года — как сценаристка. В 2013—2015 годах стала режиссёром трёх малоизвестных видеофильмов; в 1999—2005 годах несколько раз выступила каскадёром (в основном т. н. «двойник тела»).
Рид много снималась в эротических фильмах и телесериалах. Например, в декабре 1996 года вышел номер Playboy c групповой фотосессией девушек из сериала «Женщины: Истории страсти», в котором она снялась в одном эпизоде. Кинокритик Линда Рут Уильямс в своей книге «Эротический триллер в современном кинематографе» сказала: «… Кира Рид и Делия Шеппард работали в эротических триллерах категории B на задворках Голливуда…» 10 лет работала репортёром, сценаристом и продюсером на телеканале Playboy TV.
В 2012 году вышла первая (и пока единственная) книга Рид, озаглавленная «Как завоевать девушку своей мечты».
Кира Рид активно ведёт общественную благотворительную деятельность. Она занимала пост президента организации по охране психического здоровья The Thalians, поддерживающей программы для раненых военнослужащих; поддерживает зоологическую программу Shelter Hope, в рамках которой собаки, которым грозило бы усыпление, находят новых хозяев; входила в Совет попечителей Калифорнийского научного центра; была членом Совета управляющих Cedars-Sinai (BOG); является послом кампании по информированию о психическом здоровье Imperfectly Perfect. Входила в списки «Динамичные женщины Лос-Анджелеса» (Angeleno, 2018), «Иконы Беверли-Хиллз» (Modern Luxury Beverly Hills, 2018/2019). Журналы описывают её как блогера по велнес-путешествиям и роскошному образу жизни; называют её филантропом.

### Личная жизнь
14 июня 1997 года Кира Рид вышла замуж за актёра кино и телевидения по имени Дэниел Д. Андерсон. В 2003 году последовал развод.
27 ноября 2008 года она вышла замуж за малоизвестного продюсера, бизнесмена и филантропа, по имени Роберт Лорш. В мае 2017 года он умер (супруг был примерно на 25 лет старше Киры).

## Награды
По состоянию на май 2023 года, Кира Рид получила 17 кинематографических наград, в основном на небольших кинофестивалях. С полным списком этих наград и номинаций на них можно ознакомиться на сайте IMDb (англ.).

## Избранная фильмография

### Актриса: широкий экран
- 1992 — Мистер субботний вечер / Mr. Saturday Night — участница конкурса красоты (в титрах не указана)
- 1999 — Американская девственница[англ.] / American Virgin — обнажённая актриса
- 2001 — Оргазм Эми[англ.] / Amy's Orgasm — Шэннон Стил
- 2002 — Убить Де Билла[англ.] / Cheerleader Ninjas — девушка-фантазия

### Актриса: телевидение
В титрах указана
- 1996 — Неразгаданные тайны[англ.] / Unsolved Mysteries — Сара (в эпизоде Vigilantes[англ.])
- 1996 — Дневники Красной Туфельки / Red Shoe Diaries — Рита (в эпизоде The Picnic)
- 1997 — Причуды науки / Perversions of Science — вампирша (в эпизоде Panic)
- 2002 — Полиция Нью-Йорка / NYPD Blue — Глория Симмонс (в 4 эпизодах[англ.])
- 2003 — Скорая помощь / ER — продавщица (в эпизоде A Boy Falling Out of the Sky)
- 2006 — Война в доме[англ.] / The War at Home — миссис Петруски (в эпизоде Gimme a Break)

В титрах не указана
- 1990 — Феррис Бьюлер[англ.] / Ferris Bueller — девушка в раздевалке (в пилотном эпизоде)
- 1991 — Паркер Льюис не теряется[англ.] / Parker Lewis Can't Lose — школьница (в эпизоде Love Handles)
- 1994 — Беверли-Хиллз, 90210 / Beverly Hills, 90210 — танцующая девушка (в эпизоде Addicted to Love)

### Актриса: веб
- 2014—2017 — Бухта[англ.] / The Bay — Джо Коннорс (в 13 эпизодах)

### Продюсер
- 2002 — E! Правдивая голливудская история / E! True Hollywood Story — ассистент продюсера (эпизод Marlon Brando)
- 2002—2013 — Sexcetera[англ.] / Sexcetera (16 эпизодов)
- 2008 — E! News[англ.] / E! News — продюсер сегментов (5 эпизодов)
- 2008—2009 — 69 сексуальных удовольствий которые нужно попробовать в жизни[англ.] / 69 Sexy Things 2 Do Before You Die (21 эпизод)
- 2015—2016 — Бухта[англ.] / The Bay (14 эпизодов)

### Сценаристка
- 2004—2006 — Sexcetera[англ.] / Sexcetera (7 эпизодов)
- 2008—2009 — 69 сексуальных удовольствий которые нужно попробовать в жизни[англ.] / 69 Sexy Things 2 Do Before You Die (11 эпизодов)

### Прочие работы
- 1999 — Стигматы / Stigmata — «двойник тела» Патрисии Аркетт (в титрах не указана)
- 2002 — Убить Де Билла[англ.] / Cheerleader Ninjas — «двойник тела» в сцене женской драки